# Вірус герпесу B
Вірус герпесу B (англ. Herpes virus B, також англ. Macacine alphaherpesvirus 1, McHV-1; Macacine herpesvirus 1, Cercopithecine herpesvirus 1, CHV-1, Herpesvirus simiae) — вірус з групи герпесвірусів, який циркулює серед мавп та іноді здатний уражати людину. Це альфа-герпесвірус з родини герпесвірусів, циркулює всередині організму хазяїна, використовуючи для цього периферичні нерви. Цей нейротропний вірус не виявляється в крові.
У природного хазяїна (Macaca mulatta і Macaca fascicularis) в Азії вірус герпесу B ініціює патогенез, подібний до того, що виникає при простому герпесу людини. І навпаки, коли людина заражається вірусом герпесу B, розвивається тяжке ураження центральної нервової системи — енцефаліт, що призводить до значної неврологічної дисфункції або смерті. Тяжкість захворювання збільшується для нелікованих пацієнтів, летальність сягає приблизно 80 %. Рання діагностика та подальше лікування мають вирішальне значення для видужання хворого. Пов'язаний з більш ніж двома десятками смертей з моменту його відкриття, цей вірус є єдиним ідентифікованим герпесвірусом приматів, що виявляє смертельну патогенність у людини. Оскільки вірус герпесу B є збудником рівня біологічної безпеки 4-го класу, культури слід отримувати і вивчати лише у визначеній референтній лабораторії.

## Історія досліджень
Вірус був вперше ідентифікований у 1932 році після смерті Вільяма Бребнера, молодого лікаря, якого вкусила мавпа під час дослідження вірусу поліомієліту. Незабаром після укусу в Бребнера розвинулася локалізована еритема, а потім лімфангіт, лімфаденіт і, зрештою, поперечний мієліт. Неврологічні тканини, отримані під час розтину померлого доктора Бребнера, виявили наявність ультрафільтруючого агента, схожого на вірус простого герпесу. Цей ізолят спочатку назвали вірусом «W».
Протягом року по смерті Бребнера Альберт Себін виявив цього агента з тієї ж тканини, згодом названого вірусом В (за першої букви померлого Бребнера). Пізніше Себін описав смертельні властивості цього вірусу, показавши, що інфекційність не залежить від шляху інокуляції. Крім того, було помічено, що вірус В спричиняв імунологічну відповідь, подібну до вірусу простого герпесу 1-го типу, а також був схожим з вірусами HVP-2 та Langur, двома іншими альфа-герпесвірусами приматів.
Надалі описано декілька десятків випадків ураження людей цим вірусом. Подорож до району, де макаки є відомими носіями вірусу та вільно проживають у храмах, становить небезпеку. Однак навіть в ендемічних районах випадки зараження людини є рідкісними, не описані у мандрівників.

## Структура
Вірус має діаметр приблизно 200 нм і має структуру, майже ідентичну структурі вірусів простого герпесу HSV1 та HSV2. Він має ікосаедричний капсид (Т = 16), який складається з 150 гексонів та 12 пентонів, утворених із 6 білків. Конверт вільний навколо вірусної капсиди і містить щонайменше 10 глікопротеїнів, які є критичними для адсорбції та проникнення в клітини хазяїна. Тегумент, що містить щонайменше 14 вірусних білків, лежить між капсидом і оболонкою. Тегументові білки беруть участь у метаболізмі нуклеїнових кислот, синтезі ДНК та переробці білків. Білками в тегументі є тимідинкіназа, тимідилат синтетаза, dUTPаза, рибонуклеазредуктаза, ДНК-полімераза, ДНК-геліказа, ДНК-примаза та протеїнкінази.

## Геном
Був повністю секвенований у 2003 році з ізоляту, виділеного у макакі-резус. Як і всі віруси герпесу, геном вірусу В містить дволанцюгову ДНК і є завдовжки близько 157 кбіт. Дві унікальні області (UL та US) розташовані з боку пари перевернутих повторів, дві з яких знаходяться на кінці, а інші два — всередині. Таке розташування, ідентичне за своєю суттю вірусам простого герпесу, призводить до чотирьох послідовно орієнтованих ізомерів. Цитозин та гуанінові нуклеотиди становлять 75 % послідовності.
Аналіз послідовностей свідчить про те, що вірус герпесу В та простого герпесу I та II типів, швидше за все, відійшли від звичайного предка під час еволюції цих збудників. Кожен ген, кодований глікопротеїном, включаючи gB, gC, gD, gE та gG, має приблизно 50 % гомології з вірусом простого герпесу, з дещо більшою схильністю до II типу ніж до I-го. Крім того, послідовності глікопротеїну продемонстрували, що всі залишки цистеїну зберігаються, як і більшість сайтів глікозилювання. Однією з ключових відмінностей між вірусом герпесу В та простого герпесу є те, що вірус герпесу В не має гомології гену вірусу простого герпесу γ134.5, який кодує фактор нейровірулентності. Це вказує на те, що вірус герпесу B має різні механізми від вірусу простого герпесу для реплікації всередині нервових клітин, що може пояснити різко різний вплив цих вірусів на людину.

## Ураження мавп
У макак знайдено антитіла до вірусу, а сам вірус виділяється зі слиною. Найчастіше інфекція вірусом герпесу B перебігає у мавп безсимптомно. За наявності симптомів вони дуже схожі на ті, які виникають у людей при простому герпесі. Найбільш очевидним проявом є поява заповнених рідиною везикул на задній частині язика, губ та інших місцях у роті, зрідка на губах. Коли везикули розриваються, вони по собі залишають виразки та некротичні струпи, що може призвести до вторинних бактеріальних та грибкових захворювань. Зазвичай заживають упродовж 7—14 днів. Кон'юнктивіт різної тяжкості — ще один поширений симптом. У рідкісних випадках вірус герпесу B може спричинити системні захворювання у макак, включаючи виникнення виразкових уражень у роті, стравоході та шлунку, некрози печінки, селезінки та надниркових залоз. Хоча вірус потрапляє до слини, кон'юнктивальної, назальної генітальної рідини, вірусемія є рідкістю. Подібно до простого герпесу людини, після гострої інфекції вірус герпесу B залишається прихованим у гангліях коренів трійчастого та попереково-крижового нервів і може періодично реактивуватися через стрес чи хворобу. Тварини зазвичай передають вірус герпесу B один одному через кон'юнктивальну, носоглоткову та генітальну рідини. Хоча у більшості макак тест позитивний на антитіла до вірусу герпесу В, лише невеликий відсоток (тобто 0-2%) виділяє вірус у будь-який момент часу. У більшості тварин вірус є латентним у трійчастому ганглії та реактивується лише тоді, коли макака зазнає психологічного стресу, фармакологічного стресу або зменшення імунокомпетентності.

## Профілактика передачі від мавп
Можливість зараження людей від мавп реалізується через укуси, подряпини або ушкодження шкіри предметами в клітці; пряме забруднення раніше існуючої рани слиною мавп; потрапляння до дихальних шляхів слини мавп; надрізи, отримані під час роботи з мавпячими культурами клітин нирок; травми голкою після використання голки для ін'єкцій мавпам.
Усі працівники, які працюють з макаками, повинні бути обізнані щодо ризиків, профілактичних процедур та протоколів профілактики зараження вірусом герпесу В. Очікується, що в будь-який момент часу мавпи, що знаходяться в неволі, зможуть передати вірус. Застосування адекватних індивідуальних захисних засобів є важливим при роботі з приматами, особливо з тими тваринами, які позитивні на вірус. Укуси, подряпини та потрапляння на слизові оболонки, око, необхідно негайно продезінфікувати. Для шкіри застосовується повідон-йодид. Для ротової порожнині потрібно застосовувати оральний гідроксидін. 
Розчин Дакіна (0,25% гіпохлориту) запропонований для глибоких розривів або голкових уколів, оскільки він може інактивувати герпесвіруси. Розчин повинен бути свіжим, а стандартні знезаражувальні засоби слід використовувати після 5-хвилинної обробки. Розчин Дакіна ніколи не слід використовувати для промивання очей або слизових оболонок. Використання профілактичної противірусної терапії є проблематичним.